# Lucky (chanson de Jason Mraz)
Pour les articles homonymes, voir Lucky.
Singles de Jason Mraz et Colbie Caillat
Make it Mine
(2008) I Won't Give Up
(2012)
Lucky est une chanson de Jason Mraz et Colbie Caillat. C'est le troisième single du troisième album studio de Jason Mraz, We Sing. We Dance. We Steal Things. Mraz et Caillat ont remporté le Grammy Award 2010 de la meilleure collaboration pop avec chant.

## Charts
Lucky a fait ses débuts sur le Billboard Hot 100 au numéro 96 pour le numéro du 31 janvier 2009. La même semaine, il a fait ses débuts sur le classement Pop 100 à la 84e place et a atteint la 48e place. La semaine suivante, la chanson a grimpé au numéro 84 sur le Hot 100 et a culminé au numéro 48. Sur le Hot Adult Top 40 Tracks, la chanson a atteint la 9e place.

## Reprises
Une version espagnole de la chanson, appelée Suerte, a été enregistrée aux côtés de la chanteuse mexicaine Ximena Sariñana pour la réédition latino-américaine et espagnole de l'album. Mraz et Lil Wayne ont également fait un remix de la chanson et est sorti plus tard sur Z100. Brooke Elliott a interprété une version karaoké de la chanson dans un épisode de Drop Dead Diva. La chanson a été reprise par Dianna Agron et Chord Overstreet dans un épisode de Glee en 2010.